# Q2

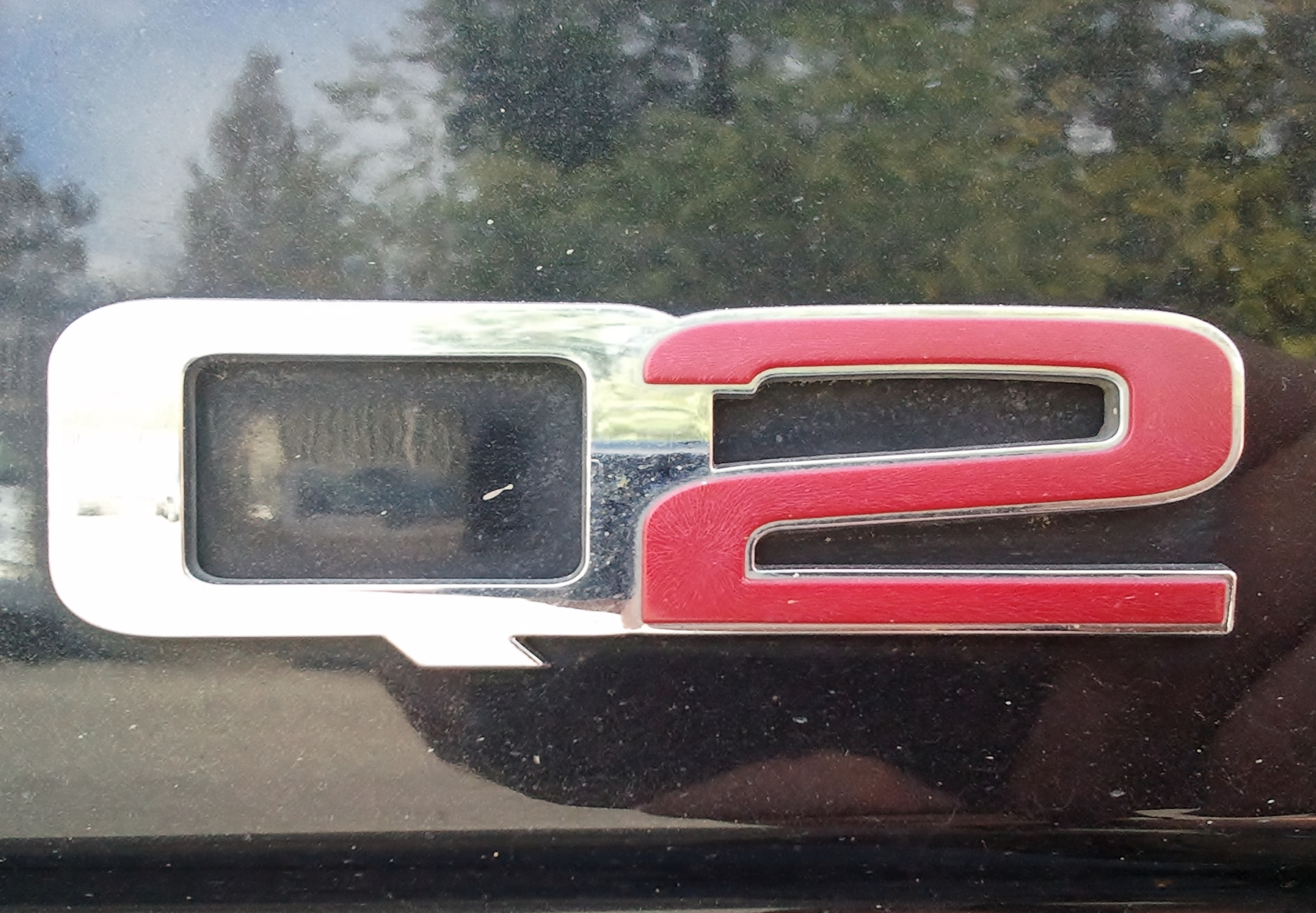
Distintivo mostrado en los automóviles dotados de sistema Q2.

Q2 es el nombre comercial de un diferencial mecánico fabricado y comercializado por Alfa Romeo para algunos de sus automóviles desde 2006. El primer automóvil en equipar este sistema fue el Alfa Romeo 147.

## Descripción

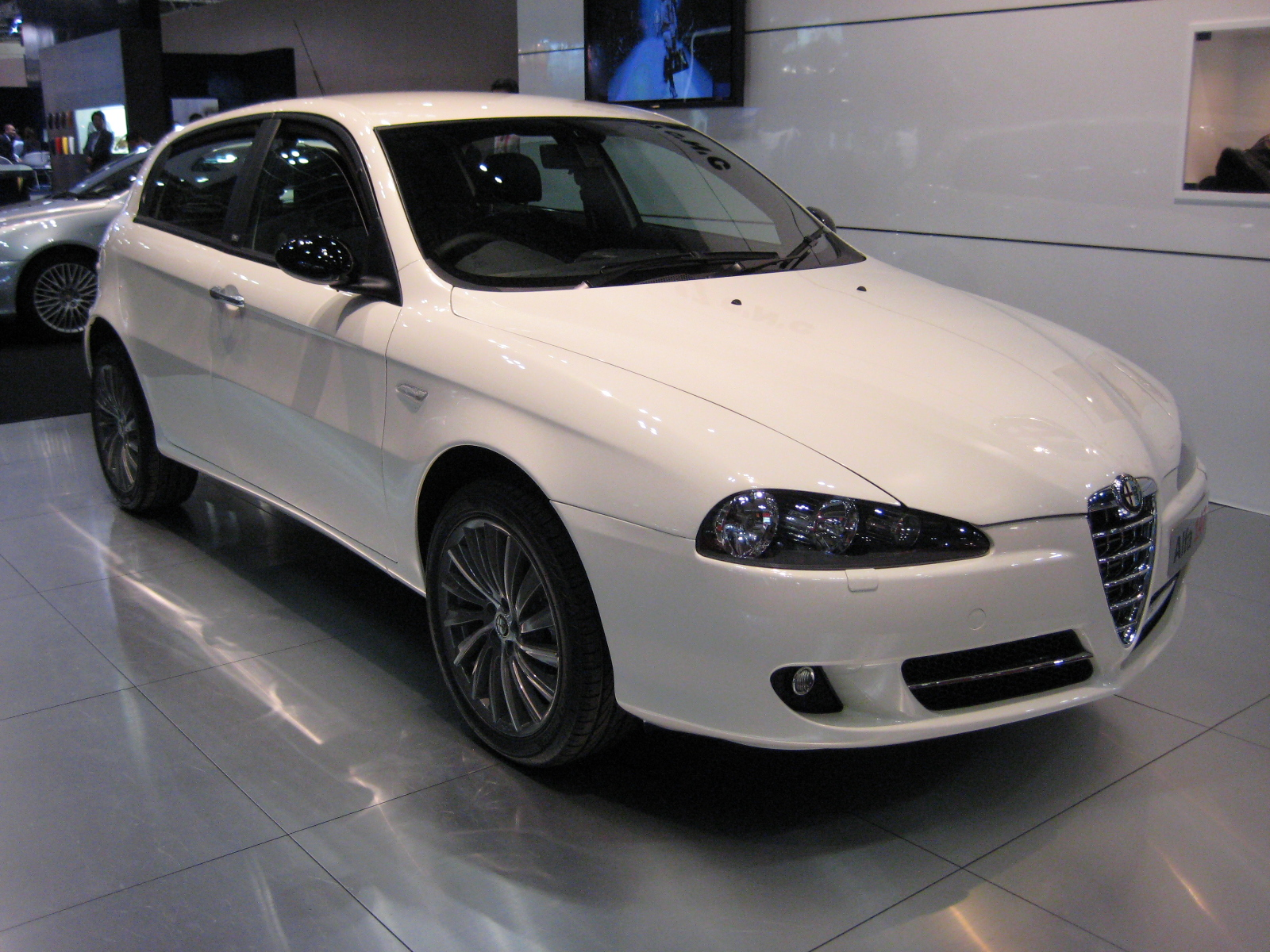
Alfa Romeo 147, modelo con sistema Q2 en algunas versiones.

El elemento principal del sistema "Q2" es un diferencial autoblocante de deslizamiento limitado, de tipo mecánico Torsen. Frente a un diferencial tradicional que reparte el mismo valor de par a ambas ruedas por igual, el Q2 permite ,mediante engranajes especiales, repartir el par motor entre las ruedas motrices delanteras de manera dinámica y constante, de acuerdo con las condiciones de conducción y la superficie de la carretera. El sistema permite además simultáneamente que en una curva la rueda interior gire menos que la exterior, aunque esta última reciba menos par.
Desde 2008 los nuevos modelos de Alfa Romeo fueron abandonando el sistema Q2 para adoptar un sistema electrónico denominado Electronic Q2 que simula los efectos del diferencencial mecánico pero son la ausencia de este.

## Ventajas

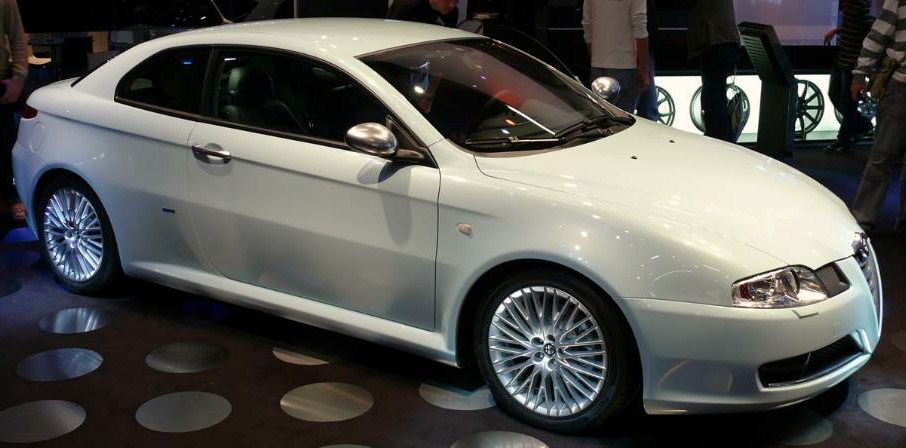
Alfa Romeo GT, modelo con sistema Q2 en algunas versiones.

### En curvas
En condiciones de conducción exigente o baja adherencia, en el momento en que la rueda interior pierde adherencia a causa del aligeramiento de la suspensión debida a la transmisión de carga lateral, el sistema Q2 transmite el par parcialmente hacia la rueda exterior, obteniendo un menor subviraje, mejor estabilidad y mayor velocidad de paso por curva. Además se consigue evitar la actuación de los sistemas de control de estabilidad del vehículo que restringen la potencia del motor, obteniendo como resultado mayor capacidad de tracción en salida de curva.

### En condiciones de baja adherencia
Al acelerar en condiciones de poca adherencia (lluvia, hielo, nieve, etcétera) las ruedas motrices pueden tener diferentes capacidades de adherencia. 
En esos casos el sistema Q2 transfiere progresivamente el par hacia la rueda que puede disfrutar de un mayor coeficiente de fricción, evitando el deslizamiento de la rueda con condiciones críticas de fricción, y evitando también la necesidad de realizar continuas correcciones en el volante para mantener la trayectoria.

## Automóviles
En la siguiente lista se recogen los automóviles dotados con el sistema Q2:
- Alfa Romeo 147

- Alfa Romeo GT